# Cancel culture

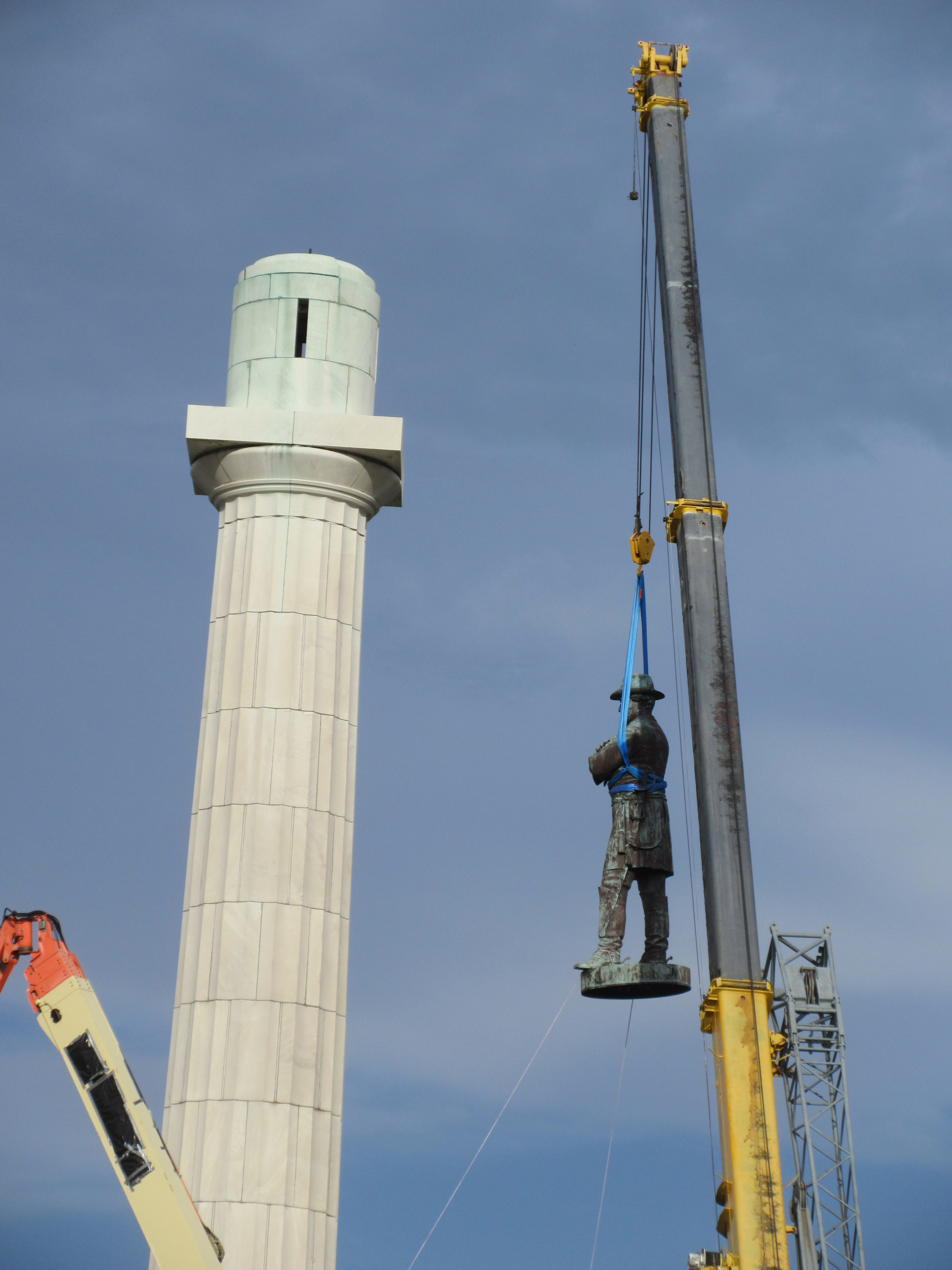
Retrait d'une statue du général Robert Lee à La Nouvelle-Orléans, après une polémique sur son rôle durant la guerre de Sécession.

La cancel culture (de l'anglais cancel, « annuler »), aussi appelée en français culture de l'annulation ou culture de l'effacement, est une pratique dont la manifestation récente est apparue aux États-Unis, consistant à ostraciser des individus, groupes ou institutions responsables d'actes, de comportements ou de propos perçus comme inadmissibles. La cancel culture a pour préalable la call-out culture, la pratique de la dénonciation publique (de l'anglais call out, « dénoncer »).
La situation de rejet de certains individus, comportements et communautés est parfois décrite comme une « tyrannie du politiquement correct ». Le phénomène de cancel culture suscite de nombreuses controverses, tant sur les réseaux sociaux que dans le monde réel ,,,.

## Terminologie

### Étymologie
L'infinitif anglais cancel dans cancel culture décrit le processus au moyen duquel une personne dénoncée publiquement est expulsée des cercles sociaux ou professionnels — sur les médias sociaux, dans le monde physique ou les deux. La personne serait pour ainsi dire « annulée ». L'emploi du verbe cancel dans ce contexte remonte à 2015 au moins, et son utilisation se généralise à partir de 2018,. Le verbe cancel, apparu en Angleterre vers la fin du XIVe siècle dans le sens d'annuler un écrit à traits de plume croisés ou parallèles, vient de l'ancien français canceler (aujourd'hui "canceller"). Le substantif correspondant est cancellation,. La forme « canceller » (avec deux ‹ l ›), présente dans presque tous les dictionnaires généraux des XIXe et XXe siècles, signifie « annuler un document, un écrit par des ratures en forme de croix ou par des lacérations »,.

### Variantes
Une diversité d'équivalents est attestée dans l'usage et dans les sources normatives, qui mentionnent une culture « de l'effacement »,,, « du bannissement »,,, « de l'annulation »,, « de l’ostracisme » ou « de l’ostracisation »,, « de la négation », « de l'anéantissement », « de la suppression »,, « du boycott » ou « du boycottage »,, « de l'humiliation publique », « de l'interpellation », « de la dénonciation »,, « de l'indignation ».

## Description
Le concept de « culture de l'annulation » est apparu à la fin des années 2010 pour qualifier la dénonciation publique d'une personne en raison de ses actions ou de ses paroles réelles ou supposées, jugées comme socialement ou moralement offensantes ou inacceptables, en particulier sur les réseaux sociaux,,.
La manifestation numérique de la culture de la dénonciation (« call-out ») est représentée par un  mouvement comme « #MeToo » qui permet aux femmes de partager et de dénoncer leurs expériences de violences et de harcèlement sexuels.
Comme substitut à la pratique de la dénonciation en public (calling  out), une personne ou une entité peut être avertie en privé (« called in »). L'accusateur parle de vive voix à l'accusé ou lui envoie un message concernant sa conduite ou son comportement.
Selon le politologue spécialiste des États-Unis Jean-Éric Branaa, quand une personne soupçonnée ou condamnée pour pédophilie s'installe dans un quartier, il arrive que ses nouveaux voisins, informés de son passé, placardent des affiches dans les rues avec son nom et les faits pour lesquels elle a été condamnée, sans que cela soit considéré comme du harcèlement,.

## Déboulonnage de statues
L'expression cancel culture est souvent utilisée,, pour désigner des pratiques de déboulonnage, vandalisme et/ou destruction de statues de personnalités historiques liées à l’esclavagisme ou à la colonisation, en particulier aux États-Unis (le général confédéré Robert Lee, le président américain Thomas Jefferson) et au Royaume-Uni (l'esclavagiste Edward Colston) dans le cadre plus général de pratiques de dé-commémoration, ainsi qu’en Amérique centrale (Christophe Colomb). Ces pratiques se sont développées en particulier en réaction au meurtre de George Floyd, un Afro-Américain tué par un policier lors de son arrestation le 25 mai 2020 à Minneapolis (Minnesota, États-Unis).
Pour plusieurs historiens et chercheurs qui se sont intéressés à ces phénomènes,,, les déboulonnages n’effacent pas l’histoire ni les personnages historiques, mais permettent de « questionner la place de ces personnalités dans l’espace public » et de revisiter l'histoire officielle. Ces universitaires soulignent qu'avec ou sans statues, ces personnalités resteront présentes dans les livres d’histoire et dans la mémoire collective et feront toujours l’objet d’études historiques.

## Rapport aux œuvres littéraires
Plusieurs polémiques apparaissent en rapport à des œuvres littéraires : des livres peuvent être retirés de la vente à la suite d'une polémique en raison d'un contenu jugé discriminant ou véhiculant des préjugés racistes ; ou des livres sont censurés et retirés de bibliothèques par des courants conservateurs proches de l'extrême-droite car jugés trop progressistes ou faisant état de réflexions sur la discrimination, à l'instar de la bande-dessinée Maus, ou de contenus trop « profanes ».

## Dans la culture populaire
La série télévisée d'animation américaine South Park s'est moquée de la cancel culture avec sa propre campagne #CancelSouthPark en promotion de la vingt-deuxième saison de la série,. Le troisième épisode de la 22e saison, The Problem with a Poo, traite de la controverse relative à Apu, le personnage indien des Simpson (dont les caractéristiques stéréotypées ont été critiquées dans le documentaire The Problem with Apu) et plus généralement du concept de cancel culture, de la cancellation de l'actrice Roseanne Barr après ses tweets controversés et des auditions de confirmation du juge de la Cour suprême Brett Kavanaugh.
La cancel culture est l'un des principaux sujets de Stick & Stones, série dramatique de Dave Chappelle, et du film de stand-up Paper Tiger de Bill Burr.

## Critiques
La culture de la dénonciation peut être perçue comme une forme d'auto-justice, condamnant de facto des individus sans procédure juridique et sans motif ni fondement autre que l'appréciation générale d'un groupe. Plusieurs auteurs estiment qu'elle s'apparente à du cyberharcèlement, d'autres à du lynchage, risquant d’annihiler tout débat. Ainsi, le 7 juillet 2020, dans une tribune parue dans le Harper's (traduite le lendemain dans Le Monde), 153 artistes, intellectuels et personnalités, dont  Noam Chomsky, Salman Rushdie ou encore J.K. Rowling, préviennent que la prise de conscience nécessaire des inégalités raciales et/ou de genre intensifie « un nouvel ensemble d'attitudes morales et d'engagements politiques qui tendent à affaiblir nos normes de débat ouvert et de tolérance des différences en faveur de la conformité idéologique », dénoncent la culture de l'annulation et les obstacles à la libre circulation des idées, et condamnent l'« intolérance à l’égard des opinions divergentes »,,,. La question de la comparaison avec une forme de censure est posée,. À l'inverse, l'essayiste et historienne Laure Murat estime que la cancel culture peut certes engendrer des excès, mais est l’expression d'un grand sentiment d'injustice. La sociologue Nathalie Heinich quant à elle la critique et la trouve inadaptée en France. L'éditorialiste américain Lance Morrow la compare au maccarthysme. La journaliste et essayiste Laetitia Strauch-Bonart estime que cette « vague effrayante de censure a atteint l'Amérique et sévit également en France ».
Selon certaines analyses, le concept de cancel culture est mal nommé et n’existerait pas réellement, car il ne s'apparenterait pas à une « culture » et les effets négatifs de la dénonciation publique ne sont pas toujours définitifs et absolus,. Ainsi, des personnalités comme Louis C.K. ou Harvey Weinstein, dénoncées publiquement, continueraient à connaître un certain succès auprès d'au moins une partie de leurs fans dans la vie publique. Cependant, il y a eu des cas de suicides liés à la cancel culture.
La cancel culture est aussi dénoncée par des gouvernements comme le gouvernement français ou celui du Québec. En 2021, les ministres de l'Éducation français et québécois Jean-Michel Blanquer et Jean-François Roberge ont signé une lettre ouverte où ils critiquent la cancel culture, qui va selon eux à l'encontre des valeurs de respect, de tolérance et de liberté d'expression par le bannissement de personnalités politiques, de livres ou de spectacles.

## Exemples

### Prémices historiques
Le bannissement de Spinoza de sa communauté juive amstellodamoise au XVIIe siècle — en raison de sa croyance en un dieu ayant pour caractéristiques celles de la Nature — est donné par le philosophe David Rutledge comme une manifestation de la cancel culture avant la lettre.

### États-Unis
Le 23 juillet 2020, Mike Adams, professeur de criminologie, se suicide, en partie à la suite d'une campagne de harcèlement propre à la cancel culture entamée après une intervention provocatrice.

### France
En France, la pratique existe, bien qu’elle soit moins importante qu’aux États-Unis. Dans la presse, elle est régulièrement associée à une pratique américaine, et est parfois rejetée en tant que phénomène d'« américanisation » de la société. Dès les années 1980, la doctrine du politiquement correct développée dans les universités américaines est mal vue en France, où l’on défend un universalisme républicain opposé à l’identitarisme anglo-saxon ; mais une telle opposition suscite le débat. Justifiée pour certains chercheurs, elle est considérée par d’autres comme une forme d’anti-américanisme. Ses détracteurs l'associent parfois au terme « woke », qu'ils utilisent pour désigner un mouvement de « censure » venu des mouvements antiracistes.
Le terme de « cancel culture » est peu utilisé hors des milieux militants : selon un sondage Ifop de 2021, 11 % des interrogés sont capables d’expliquer ce dont il s’agit, principalement les 18–35 ans et les classes éduquées.

La cancel culture fait particulièrement débat dans le milieu culturel, auquel il est reproché de véhiculer des stéréotypes et de maintenir une forme de domination. Par exemple, l'auteur Philippe Abjean déclare à propos de la culture bretonne :
J’entends prendre ma part à la lutte contre le wokisme ou la cancel culture [...] Je veux simplement tirer la sonnette d’alarme face à tous ceux qui, dans l’ombre, s’acharnent à détruire cultures, nations, voire jusqu’à anéantir une conception millénaire de l’homme pour imposer un seul marché mondial.

### Royaume-Uni
Au Royaume-Uni, J. K. Rowling est une cible emblématique de la cancel culture. En décembre 2019, elle avait affiché son soutien à Maya Forstater, une chercheuse britannique licenciée après avoir affirmé que personne ne pouvait « changer son sexe biologique ». Selon J. K. Rowling, la scientifique avait été injustement licenciée pour avoir simplement déclaré que « le sexe [était] réel ». À la suite de ce soutien, la romancière est à son tour accusée de « transphobie » par certains fans et médias. Par la suite, J. K. Rowling fait partie des 150 personnalités, dont Salman Rushdie, Margaret Atwood, Gloria Steinem, Malcolm Gladwell et Noam Chomsky, qui signent en 2020 une lettre dénonçant la cancel culture,.
En 2020 également, Le Monde estime que la journaliste britannique Suzanne Moore a été victime de la « cancel culture ». Après la publication sous sa signature d'un article d'opinion dans laquelle elle défendait une universitaire jugée « transphobe », Suzanne Moore avait été visée par une lettre signée par 338 collaborateurs du Guardian, des personnalités politiques dont Siân Berry, Christine Jardine, Nadia Whittome et Zarah Sultana, des écrivains et des journalistes dont Ash Sarkar et Reni Eddo-Lodge. Soupçonnant les milieux intellectuels de gauche de museler la parole au nom de « politiques d’inclusion », la journaliste prend la décision de quitter le journal.
En 2021, le gouvernement britannique annonce des mesures pour « garantir la liberté d’expression » dans les universités et tempérer les effets de la cancel culture qui priverait de parole certains universitaires. Le projet de loi vise à éviter que des universitaires ne perdent leur emploi pour avoir exprimé des positions controversées, mais aussi à empêcher que les pressions étudiantes ne conduisent à l'annulation de la venue de certains orateurs invités à des conférences. Ces propositions ont été saluées par un groupe de chercheurs dans le quotidien conservateur The Times. Elles donnent cependant lieu à des accusations d'ingérence dans le fonctionnement des établissements. Parmi les événements qui ont été interrompus ou annulés en raison de l’opinion des intervenants, figuraient des conférences de Nigel Farage, de la journaliste de la BBC Jenni Murray ou encore du philosophe Roger Scruton.

#### Radio
- Thomas Chatterton Williams et Marc Weitzmann, « Politique identitaire aux États-Unis, du racisme à la ‟cancel culture” » », France Culture, 16 mai 2021.